# Onthophagus cyanellus
Onthophagus cyanellus là một loài bọ cánh cứng trong họ Bọ hung (Scarabaeidae).